# Acer sepultum
Acer sepultum é uma espécie de árvore do gênero Acer, pertencente à família Aceraceae.